# Црна Гора на Европском првенству у атлетици у дворани 2021.
Црна Гора је учествовала на 36. Европском првенству у дворани 2021. одржаном у Торуњуу, Пољска, од 4. до 7. марта. Ово је четврто Европско првенство у дворани од када Црна Гора учествује самостално под овим именом.
Репрезентацију Црне Горе представљало је двоје атлетичара  ( 1. мушкарац и 1 жена), који су се такмичили у две дициплине..
На овом првенству представници Црне Горе нису освојили ниједну медаљу.  У табели успешности према броју и пласману такмичара који су учествовали у финалним такмичењима (првих 8 такмичара). Црна Гора је са 2 учесника у финалу заузела 33. место са 3 бода..
| Плас. | Земља     | 1. место | 2. место | 3. место | 4. место | 5. место | 6. место | 7. место | 8. место | Бр. фин.-Бод. |
| ----- | --------- | -------- | -------- | -------- | -------- | -------- | -------- | -------- | -------- | ------------- |
| 24.   | Црна Гора | -        | –        | -        | -        | –        | -        | 1–2      | 1-1      | 2-3           |

## Учесници
| Мушкарци: - Дарко Пешић — седмобој | Жене: - Марија Вуковић — скок увис |  |

## Резултати

### Мушкарци

#### Седмобој
| Дисциплина   | Дарко Пешић | Дарко Пешић | Дарко Пешић | Дарко Пешић | Дарко Пешић | Дарко Пешић |
| Дисциплина   | Лич. рек.   | Рез.        | Бод.        | Плас.       | Укупно      | Плас.       |
| ------------ | ----------- | ----------- | ----------- | ----------- | ----------- | ----------- |
| 60 м         | 7,19        | 7,21        | 840         | 11.         | 840         | 11.         |
| Скок удаљ    | 7,24 НРд    | 6,95        | 802         | 10.         | 1.611       | 11.         |
| Бацање кугле | 16,59 НРд   | 15,89       | 844         | 2.          | 2.455       | 103.        |
| Скок увис    | 2,08 НРд    | 2,01        | 813         | 7.          | 3.268       | 11.         |
| 60 препоне   | 7,95 НРд    | 8,21        | 930         | 6.          | 4.198       | 9.          |
| Скок мотком  | 4,72 НРд    | 4,60        | 790         | 8.          | 4.988       | 8.          |
| 1.000 м      | 2:38.23 НРд | 2:43,43     | 836         | 5.          | 5.842       | 8.          |
| Укупно       | 6.036 НР    | -           | −           | −           | 5.824       |             |

### Жене
| Атлетичарka    | Дисциплина | Лични рекорд | Квалификације | Квалификације | Полуфинале | Полуфинале | Финале   | Финале  | Детаљи         |
| Атлетичарka    | Дисциплина | Лични рекорд | Резултат      | Место         | Резултат   | Место      | Резултат | Место   | Детаљи         |
| -------------- | ---------- | ------------ | ------------- | ------------- | ---------- | ---------- | -------- | ------- | -------------- |
| Марија Вуковић | Скок увис  | 1,93НР       | 1,91          | =4.           |            |            | 1,92     | 7. / 26 | [ мртва веза ] |